# Sedum pusillum
Sedum pusillum är en fetbladsväxtart som beskrevs av André Michaux. Sedum pusillum ingår i Fetknoppssläktet som ingår i familjen fetbladsväxter. Inga underarter finns listade i Catalogue of Life.